# JR貨物U31D形コンテナ
実物写真、有力情報などお持ちの場合はできる範囲での加筆をお願いします。
U31D形コンテナ（U31Dがたコンテナ）は、日本貨物鉄道（JR貨物）輸送用として籍を編入している20ft私有コンテナドライコンテナ）である。
2005年度より製造された。

## 概要
本形式の数字部位 「 31 」は、コンテナの容積を元に決定される。このコンテナ容積31 m3の算出は、厳密には端数四捨五入計算の為に、内容積30.5 m3 - 31.4 m3の間に属するコンテナが対象となる。また形式末尾のアルファベット一桁部位 「 D 」は、コンテナの使用用途（主たる目的または、構造）が 「 特殊 」を表す記号として付与されている。

## 特記事項
昇降式中間床を持つ「W-DECKER」コンテナである。

## 番台毎の概要
1 - 2
中央通運所有。総重量13.5t。昇降式中間床装備コンテナ。